# Reino Animal (filme)
Reino Animal (em inglês:  Animal Kingdom) é um filme de drama policial australiano escrito e realizado por David Michôd, que estrelou Ben Mendelsohn, Joel Edgerton, Guy Pearce, James Frecheville, Luke Ford, Jacki Weaver, e Sullivan Stapleton. O argumento de David Michôd foi inspirado na história da família Pettingill de Melbourne, que em 1991 viram a absolvição dos irmãos Victor Pierce e Trevor Pettingill (juntamente com os outros dois, Anthony Leigh Farrell e Peter David McEvoy) no assassinato de dois oficiais de polícia, que aconteceu em 1988, em Vitória. O filme recebeu 36 prémios e 39 indicações.
O filme foi exibido na Austrália em 3 de junho de 2010, e no Brasil o filme foi lançado diretamente em DVD, em 8 de junho de 2011. Em Portugal o filme foi exibido em 3 de outubro de 2013.

## Elenco
- James Frecheville como Joshua 'J' Cody
- Ben Mendelsohn como Andrew 'Pope' Cody
- Guy Pearce como Nathan Leckie
- Jacki Weaver como Janine 'Smurf' Cody
- Joel Edgerton como Barry 'Baz' Brown
- Sullivan Stapleton como Craig Cody
- Luke Ford como Darren Cody
- Dan Wyllie como Ezra White
- Anthony Hayes como Detetive Justin Norris
- Laura Wheelwright como Nicky Henry
- Mirrah Foulkes como Catherine Brown
- Justin Rosniak como Detetive Randall Roache
- Susan Prior como Alicia Henry
- Clayton Jacobson como Gus Emery
- Anna Lise Phillips como Justine Hopper

## Produção
O filme foi vagamente inspirado na história da família Pettingill, e no tiroteio da Walsh Street, que aconteceu em Melbourne, em 1988. O realizador David Michôd estava interessado no submundo de Melbourne e escreveu o argumento intitulado J, em dezembro de 2000. Quando ele estava trabalhando no desenvolvimento do roteiro, no estúdio Screen NSW, o produtor Liz Watts viu potencial em seu roteiro. Liz Watts disse, "O roteiro precisa de mais caracterização e estrutura. Era importante para mim que ele reconhecesse que ainda há trabalho a ser feito sobre isso." David Michôd, em seguida, projetou uma série de argumentos, ganhando vários comentários de muitas pessoas diferentes na indústria cinematográfica. Liz Watts, em seguida, tornou-se o produtor do filme com um orçamento de 5 milhões de dólares dos estúdios Screen Australia, Film Victoria, Screen NSW e Showtime Australia. A versão final do filme não continha nada do diálogo destacado no argumento de David Michôd para J.
Animal Kingdom foi filmado na área metropolitana de Melbourne. A cena do funeral foi filmada em Ivanhoe East.

## Reconhecimentos
| Prémio                                                | Data da cerimónia       | Categoria                | Destinatários e nomeados                                                               | Resultado | Ref(s)        |
| ----------------------------------------------------- | ----------------------- | ------------------------ | -------------------------------------------------------------------------------------- | --------- | ------------- |
| Festival Sundance de Cinema                           | 30 de janeiro de 2010   | Prémio do Júri           |                                                                                        | Venceu    | [ 8 ] [ 9 ]   |
| Inside Film Awards                                    | 14 de novembro de 2010  | Melhor Ator              | Ben Mendelsohn                                                                         | Venceu    | [ 10 ] [ 11 ] |
| Inside Film Awards                                    | 14 de novembro de 2010  | Melhor Realização        | David Michôd                                                                           | Venceu    | [ 10 ] [ 11 ] |
| Inside Film Awards                                    | 14 de novembro de 2010  | Melhor Atriz             | Jacki Weaver                                                                           | Indicado  | [ 10 ] [ 11 ] |
| Inside Film Awards                                    | 14 de novembro de 2010  | Melhor Edição            | Luke Doolan                                                                            | Indicado  | [ 10 ] [ 11 ] |
| Inside Film Awards                                    | 14 de novembro de 2010  | Melhor Filme             |                                                                                        | Indicado  | [ 10 ] [ 11 ] |
| Inside Film Awards                                    | 14 de novembro de 2010  | Melhor Argumento         | David Michôd                                                                           | Indicado  | [ 10 ] [ 11 ] |
| Inside Film Awards                                    | 14 de novembro de 2010  | Melhor Canção            | Robert Mackenzie, Philippe Decrausaz e Sam Petty                                       | Indicado  | [ 10 ] [ 11 ] |
| Prémios National Board of Review                      | 2 de dezembro de 2010   | Melhor Atriz Secundária  | Jacki Weaver                                                                           | Venceu    | [ 12 ] [ 13 ] |
| Prémios Washington D.C. Area Film Critics Association | 6 de dezembro de 2010   | Melhor Atriz Coadjuvante | Jacki Weaver                                                                           | Indicado  | [ 14 ]        |
| Australian Film Institute Awards                      | 11 de dezembro de 2010  | Melhor Filme             |                                                                                        | Venceu    | [ 15 ]        |
| Australian Film Institute Awards                      | 11 de dezembro de 2010  | Melhor Direção           | David Michôd                                                                           | Venceu    | [ 15 ]        |
| Australian Film Institute Awards                      | 11 de dezembro de 2010  | Melhor Roteiro Original  | David Michôd                                                                           | Venceu    | [ 15 ]        |
| Australian Film Institute Awards                      | 11 de dezembro de 2010  | Melhor Ator              | Ben Mendelsohn                                                                         | Venceu    | [ 15 ]        |
| Australian Film Institute Awards                      | 11 de dezembro de 2010  | Melhor Ator              | James Frecheville                                                                      | Indicado  | [ 15 ]        |
| Australian Film Institute Awards                      | 11 de dezembro de 2010  | Melhor Atriz             | Jacki Weaver                                                                           | Venceu    | [ 15 ]        |
| Australian Film Institute Awards                      | 11 de dezembro de 2010  | Melhor Ator Coadjuvante  | Joel Edgerton                                                                          | Venceu    | [ 15 ]        |
| Australian Film Institute Awards                      | 11 de dezembro de 2010  | Melhor Ator Coadjuvante  | Guy Pearce                                                                             | Indicado  | [ 15 ]        |
| Australian Film Institute Awards                      | 11 de dezembro de 2010  | Melhor Ator Coadjuvante  | Sullivan Stapleton                                                                     | Indicado  | [ 15 ]        |
| Australian Film Institute Awards                      | 11 de dezembro de 2010  | Melhor Atriz Coadjuvante | Laura Wheelwright                                                                      | Indicado  | [ 15 ]        |
| Australian Film Institute Awards                      | 11 de dezembro de 2010  | Melhor Ator Jovem        | James Frecheville                                                                      | Indicado  | [ 15 ]        |
| Australian Film Institute Awards                      | 11 de dezembro de 2010  | Melhor Cinematografia    | Adam Arkapaw                                                                           | Indicado  | [ 15 ]        |
| Australian Film Institute Awards                      | 11 de dezembro de 2010  | Melhor Edição            | Luke Doolan                                                                            | Venceu    | [ 15 ]        |
| Australian Film Institute Awards                      | 11 de dezembro de 2010  | Escolha do Leitor        |                                                                                        | Venceu    | [ 15 ]        |
| Prémios Australian Film Institute Members             | 11 de dezembro de 2010  | Melhor Filme             |                                                                                        | Venceu    | [ 16 ] [ 17 ] |
| Prémios Australian Film Institute Members             | 11 de dezembro de 2010  | Melhor Cinematografia    | Adam Arkapaw                                                                           | Indicado  | [ 16 ] [ 17 ] |
| Prémios Australian Film Institute Members             | 11 de dezembro de 2010  | Melhor Canção            | Sam Petty, Rob Mackenzie, Philippe Decrausaz, Leah Katz, Brooke Trezise e Richard Pain | Indicado  | [ 16 ] [ 17 ] |
| Prémios Australian Film Institute Members             | 11 de dezembro de 2010  | Melhor Banda Sonora      | Antony Partos e Sam Petty                                                              | Venceu    | [ 16 ] [ 17 ] |
| Prémios Australian Film Institute Members             | 11 de dezembro de 2010  | Melhor Direção de Arte   | Jo Ford                                                                                | Indicado  | [ 16 ] [ 17 ] |
| Prémios Australian Film Institute Members             | 11 de dezembro de 2010  | Melhor Figurino          | Cappi Ireland                                                                          | Indicado  | [ 16 ] [ 17 ] |
| Prémios Los Angeles Film Critics Association          | 12 de dezembro de 2010  | Melhor Atriz Secundária  | Jacki Weaver                                                                           | Venceu    | [ 18 ]        |
| Prémios San Diego Film Critics Society                | 14 de dezembro de 2010  | Melhor Atriz Coadjuvante | Jacki Weaver                                                                           | Indicado  | [ 19 ]        |
| Las Vegas Film Critics Society Awards                 | 16 de dezembro de 2010  | Melhor Atriz Secundária  | Jacki Weaver                                                                           | Indicado  | [ 20 ]        |
| Satellite Awards                                      | 19 de dezembro de 2010  | Melhor Atriz Coadjuvante | Jacki Weaver                                                                           | Venceu    | [ 21 ]        |
| Satellite Awards                                      | 19 de dezembro de 2010  | Melhor Filme             |                                                                                        | Indicado  | [ 21 ]        |
| Satellite Awards                                      | 19 de dezembro de 2010  | Melhor Realização        | David Michôd                                                                           | Indicado  | [ 21 ]        |
| Chicago Film Critics Association                      | 20 de dezembro de 2010  | Melhor Atriz Secundária  | Jacki Weaver                                                                           | Indicado  | [ 22 ]        |
| Chicago Film Critics Association                      | 20 de dezembro de 2010  | Cineasta Mais Promissor  | David Michôd                                                                           | Indicado  | [ 22 ]        |
| Prémios Online Film Critics Society                   | 3 de janeiro de 2011    | Melhor Atriz Coadjuvante | Jacki Weaver                                                                           | Indicado  | [ 23 ] [ 24 ] |
| Prêmios Globo de Ouro                                 | 16 de janeiro de 2011   | Melhor Atriz Coadjuvante | Jacki Weaver                                                                           | Indicado  | [ 25 ]        |
| Óscar                                                 | 27 de fevereiro de 2011 | Melhor Atriz Secundária  | Jacki Weaver                                                                           | Indicado  | [ 26 ] [ 27 ] |
| Prêmio Saturno                                        | 23 de junho de 2011     | Atriz Secundária         | Jacki Weaver                                                                           | Indicado  | [ 28 ]        |